# Eupropacris cylindricollis
Eupropacris cylindricollis är en insektsart som först beskrevs av Hermann Rudolph Schaum 1853.  Eupropacris cylindricollis ingår i släktet Eupropacris och familjen gräshoppor. Inga underarter finns listade i Catalogue of Life.